# Monolatri
Monolatri är dyrkan av en enda Gud, och skiljer sig från monoteism i det att man accepterar tanken att andra människor eller folkgrupper kan ha andra gudar eller ingen tro alls.
Det är en förekommande bibeltolkning att judarnas gudsuppfattning förändrats från uppfattningen att varje folk har sin gud och dyrkar denne, via uppfattningen att judarnas gud är den största av gudarna och den som skapat världen, till att det bara finns en gud – alltså från monolatri till monoteism. Detta kommer till uttryck i en förskjutning av budet "Du skall inga andra gudar hava jämte Mig" till "Det finns inga andra gudar jämte Gud". Zoroastrismen är exempel på en utpräglat monolatrisk religion i det att den inkluderar den gammaliranska (förzoroastriska) religionens gudavärld och även talar om för sina anhängare att respektera sin grannes tro. 